# Babosa
Las babosas o limacos son moluscos gasterópodos del clado Panpulmonata sin concha o con pequeñas conchas internas, en contraste con los caracoles, que tienen una concha prominente. Algunas especies de gran tamaño reciben el nombre de taveras. El término «babosa» no tiene ningún significado taxonómico ya que en él se incluyen gasterópodos de diversos grupos.
Varias familias taxonómica de babosas terrestres forman parte de varios linajes evolutivos bastante diferentes, que también incluyen a los caracoles. Por lo tanto, las diversas familias de babosas no están estrechamente relacionadas, a pesar de una similitud superficial en la forma general del cuerpo. La condición sin concha ha surgido muchas veces de forma independiente como ejemplo de evolución convergente, por lo que la categoría "babosa" es polifilética.

## Descripción

Dibujo esquemático de una babosa. 1) cola; 2) manto; 3) tentáculos ópticos; 4) tentáculos sensoriales; 5) neumostoma; 6) pie; 7) quilla.

El cuerpo de la babosa es alargado y mide entre 1 y 15 cm según la especie. Se subdivide en las siguientes partes:
- Cresta mediodorsal
- Manto o escudo
- Antenas
- Glándula mucosa caudal
- Placa de reptación

La cabeza tiene cuatro antenas y la boca; las antenas superiores llevan en sus extremos los ojos, que son además órganos táctiles y olfativos. La boca incluye dos mandíbulas, con pequeños dientes, y la lengua dentada, o rádula.
El escudo o manto, detrás de la cabeza, cubre algunos órganos con una laminilla calcárea. Sobre la derecha del escudo se observa el neumostoma, orificio respiratorio del animal. Detrás del escudo está la parte caudal.
El pie es la parte ventral y musculosa del animal. Se adhiere al suelo gracias a la placa de reptación.
El moco, o secreción líquida que recubre su cuerpo, actúa como humectante y facilita el desplazamiento.

## Biología

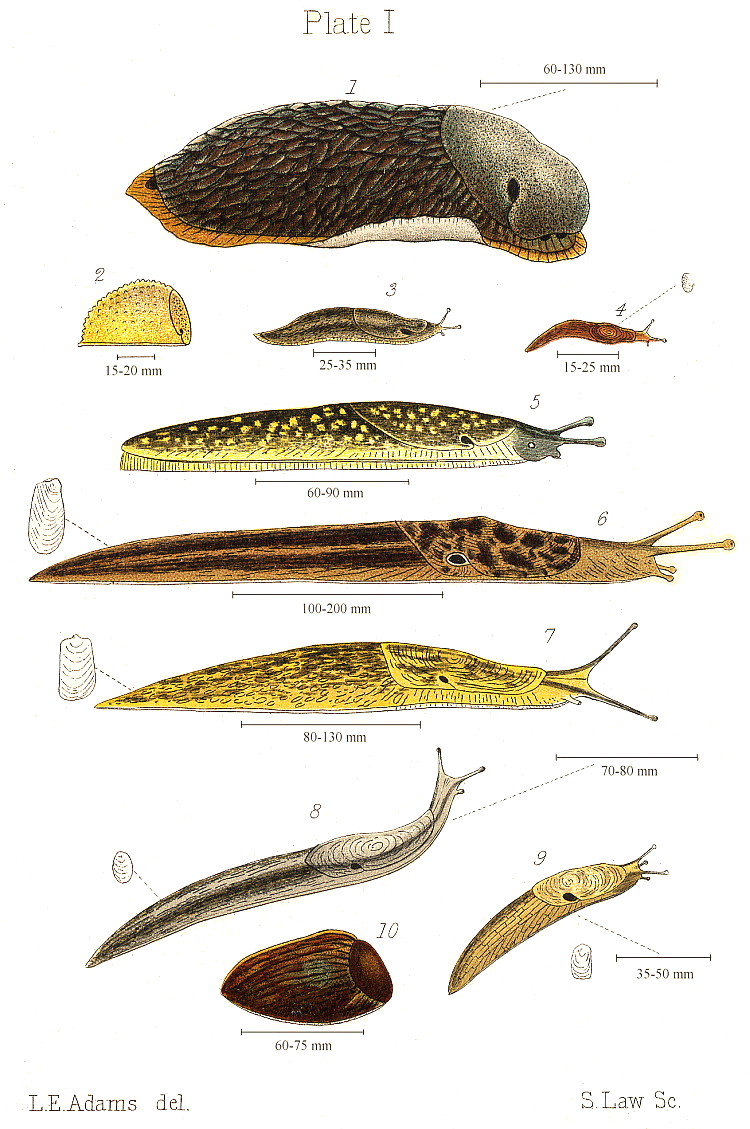
Varias especies de babosas.

La babosa es un animal nocturno. Su actividad varía de acuerdo a la época del año, según la temperatura y la humedad.
El ciclo de vida de las babosas, la velocidad de su reproducción y su crecimiento son condicionados por las condiciones climáticas, la luz y la comida disponibles, factores que determinan también la densidad de la población. Los inviernos suaves favorecen la supervivencia de los huevos y de las babosas jóvenes y su desarrollo. En cambio un invierno muy seco y muy frío puede limitar su reproducción.

## Fisiología

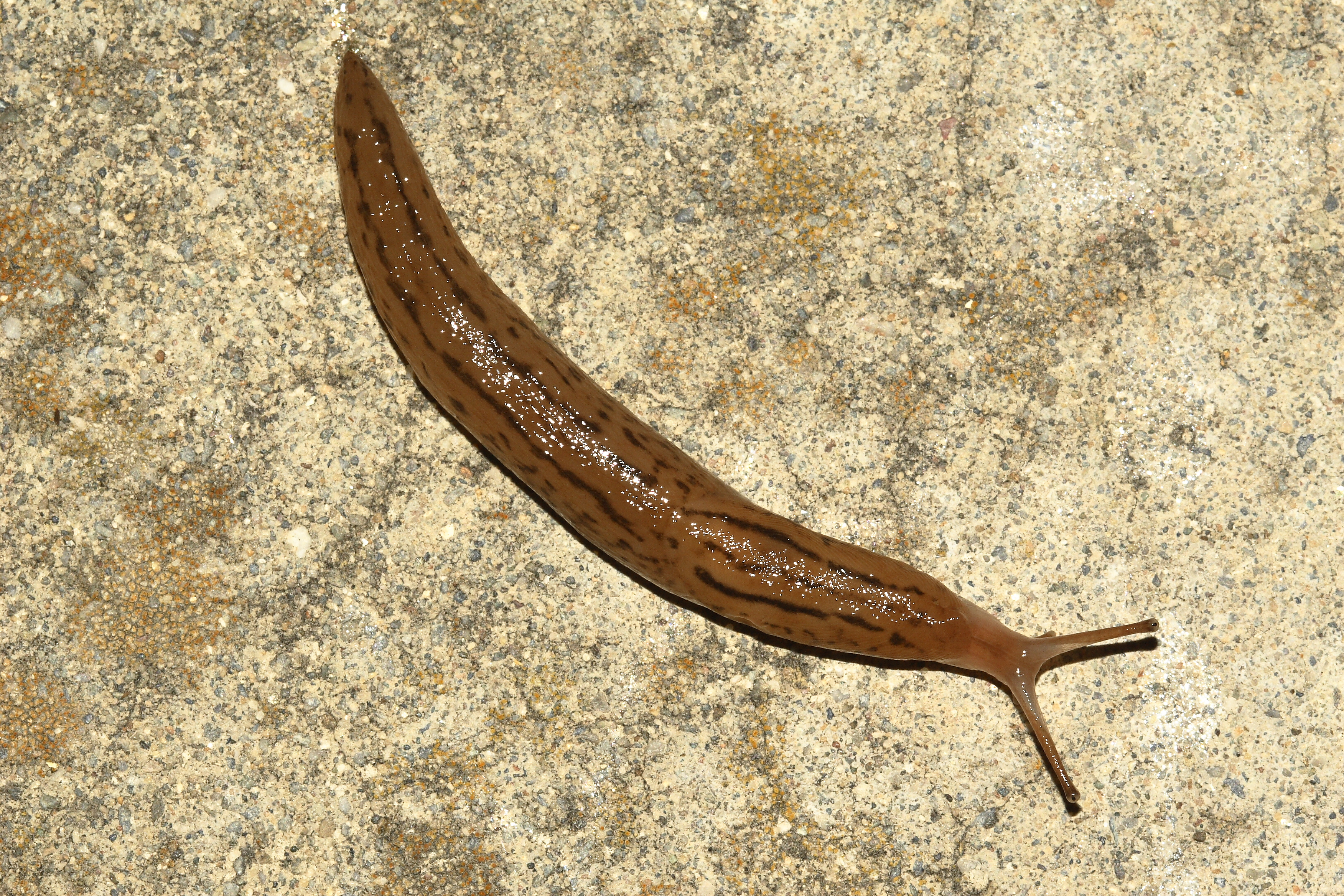
Una babosa Ambigolimax activa en Fremont (California)

El cuerpo de las babosas está formado principalmente por agua y, al carecer de caparazón, sus tejidos blandos son propensos a la desecación. Deben generar mucosidad protectora para sobrevivir. Muchas especies son más activas justo después de una lluvia debido a la humedad del suelo o durante la noche. En condiciones más secas, se esconden en lugares húmedos como debajo de corteza de árbol, leños caídos, rocas y estructuras hechas por el hombre, como plantadores, para ayudar a retener la humedad corporal. Como todos los demás gasterópodos, sufren torsión (una torsión de 180° de los órganos internos) durante el desarrollo. Internamente, la anatomía de las babosas muestra claramente los efectos de esta rotación, pero externamente, los cuerpos de las babosas parecen más o menos simétricos, excepto el neumostoma, que está en un lado del animal, normalmente el derecho.
Las babosas producen dos tipos de moco: uno es fino y acuoso, y el otro espeso y pegajoso. Ambos tipos son higroscópicos. La mucosidad fina se extiende desde el centro del pie hacia los bordes, mientras que la espesa lo hace de delante hacia atrás. Las babosas también producen un moco espeso que recubre todo el cuerpo del animal. El moco segregado por el pie contiene fibras que ayudan a evitar que la babosa resbale por superficies verticales.
El "rastro de baba" que deja una babosa tiene algunos efectos secundarios: otras babosas que se cruzan con un rastro de baba pueden reconocerlo como producido por una de su misma especie, lo que resulta útil para encontrar pareja. Seguir un rastro de baba también forma parte del comportamiento de caza de algunas babosas carnívoras. La mucosidad corporal proporciona cierta protección contra los depredadores, ya que puede hacer que la babosa sea difícil de coger y sujetar por el pico de un pájaro, por ejemplo, o la propia mucosidad puede ser desagradable. Algunas babosas también pueden producir un moco muy pegajoso que puede incapacitar a los depredadores y atraparlos dentro de la secreción. Algunas especies de babosas, como Limax maximus', segregan cordones de baba para suspender a la pareja durante la cópula.

## Actividad
La actividad de las babosas varía según la especie, pero además es muy variable entre individuos de la misma especie o en un mismo individuo, dependiendo a las condiciones exteriores.
Las babosas salen en general por la noche, a partir de un determinado límite mínimo de temperatura y no más allá de un determinado máximo.
Las babosas hortícolas no se mueven cuando la temperatura desciende por debajo de 5 °C. El intervalo de temperaturas para la actividad de las babosas grises se sitúa en un máximo de 18 °C y son inactivas a 0 °C. Las babosas se mueren cuando la temperatura alcanza -3 °C pero en general se ocultan a fondo en el suelo cuando los períodos de helada llegan.
Sin humedad, la babosa no puede producir moco y por lo tanto no puede desplazarse. En épocas secas se refugia en el suelo para esperar la vuelta de las lluvias. Algunas especies producen algo parecido a una cáscara debajo de su piel superior para prevenirlas de desecarse por completo.

## Desplazamiento
Las babosas se desplazan poco. Puede recorrer, en condiciones óptimas, entre 4 m y 7 m en un mismo día la babosa gris; o entre 2 m y 3 m la babosa negra. No obstante, en ciertos casos, se ha comprobado que la babosa gris puede recorrer distancias superiores a 10 m al día.
El moco les es indispensable para el desplazamiento. Cuando se mueven, una glándula situada en el extremo anterior del pie secreta un moco que, aplastado bajo la placa de reptación, le permite deslizarse. En áreas con abundante vegetación, las babosas no se dispersan más de 50 cm al día. Encuentran su comida gracias a los órganos olfativos y papilas gustativas.

## Alimentación
La alimentación de las babosas es muy variada. Se alimentan frecuentemente y en lo posible de tejidos vegetales, pero pueden también consumir residuos animales. La gran babosa o la pequeña babosa gris prefieren las plantas al suelo. A menudo son atraídas por vegetación en descomposición. En períodos de sequía, las pequeñas babosas viven bajo el suelo y mordisquean las partes subterráneas de las plantas.
Una babosa puede comer hasta la mitad de su peso en una noche. La babosa gris absorbe entre 30 mg y 50 mg al día; mientras que la gran babosa puede tragar entre 5 g y 10 g al día. Algunas babosas se alimentan de una vez, pero otras se abastecen en sucesivas ocasiones durante la misma noche.

## Reproducción
Las babosas son hermafroditas, es decir, masculinas y femeninas, pero no al mismo tiempo. Los órganos masculinos se activan en primer lugar; luego, tras una vuelta, los órganos femeninos. El desencadenamiento de estas dos fases de la actividad sexual lo controla el sistema hormonal.
Pone los huevos al cabo de algunos días o varias semanas después del acoplamiento, según la especie. Una babosa puede poner entre 100 y 500 huevos en grupos de 10 a 50; los deposita en un agujero cavado en la tierra o bajo un refugio. Los huevos son esféricos, de color amarillo blancuzco o transparentes.
La duración de la incubación de los huevos está directamente vinculada a las condiciones climáticas, en particular a la temperatura: a 5 °C la incubación durará hasta tres meses, mientras que a 20 °C, dos o tres semanas bastan. La humedad del suelo debe situarse entre 40 % y 80 %. Al salir de los huevos, las babosas solo miden unos milímetros y son transparentes. Viven de 9 a 18 meses según la especie y la región. Pueden procrear una nueva generación al año, cada dos años, o dos al año.

## Interacción con los humanos
La gran mayoría de las especies de babosas son inofensivas para el ser humano y sus intereses, pero un pequeño número de especies son graves plagas de la agricultura y la horticultura. Pueden destruir el follaje más rápido de lo que crecen las plantas, matando así incluso plantas bastante grandes. También se alimentan de frutas y verduras antes de la cosecha, haciendo agujeros en el cultivo, lo que puede hacer que los artículos individuales no sean adecuados para la venta por razones estéticas, y puede hacer que el cultivo sea más vulnerable a la putrefacción y la enfermedad. Se ha descubierto que la acumulación excesiva de babosas dentro de algunas plantas de tratamiento de aguas residuales con un cribado inadecuado causa problemas en el proceso, lo que resulta en un mayor uso de energía y productos químicos.
Como medidas de control, los cebos se utilizan habitualmente tanto en agricultura como en jardinería. En los últimos años, han surgido los cebos de fosfato de hierro, que se prefieren al más tóxico metaldehído, especialmente porque los animales domésticos o salvajes pueden estar expuestos al cebo. Se ha demostrado que el fosfato de hierro, más seguro para el medio ambiente, es al menos tan eficaz como los cebos. Los cebos a base de metiocarb ya no se utilizan de forma generalizada. Los nematodos parásitos (Phasmarhabditis hermaphrodita) son un método de control biológico disponible comercialmente que es eficaz contra una amplia gama de especies de babosas comunes. Los nematodos se aplican en agua y buscan activamente a las babosas en el suelo y las infectan, lo que provoca su muerte. Este método de control es adecuado para su uso en sistemas de cultivo ecológicos.
Otros métodos de control de babosas suelen ser ineficaces a gran escala, pero pueden ser algo útiles en jardines pequeños. Estos incluyen trampas de cerveza, tierra de diatomeas, cáscaras de huevo trituradas, posos de café y cobre. La sal mata a las babosas haciendo que el agua salga del cuerpo debido a la ósmosis, pero esto no se utiliza para el control agrícola, ya que la salinidad del suelo es perjudicial para los cultivos.[cita requerida] El laboreo de conservación empeora las infestaciones de babosas. Hammond et al 1999 encuentran que maíz/maíz y soja en EEUU se ven más afectados bajo laboreo bajo porque éste aumenta la materia orgánica, proporcionando así alimento y refugio.
En algunos casos aislados, los humanos han desarrollado meningitis inducida por Angiostrongylus cantonensis por comer babosas crudas. Las babosas vivas que se comen accidentalmente con verduras mal limpiadas (como la lechuga), o mal cocinadas (para su uso en recetas que requieren babosas más grandes como la babosa bananera), pueden actuar como vector de una infección parasitaria en humanos.

## Cultura popular
En la serie de televisión animada Slugterra, las babosas son pequeñas criaturas mágicas elementales y tiernas que, al ser lanzadas, se transforman en poderosos guerreros dispuestos a defender toda Slugterra. Están inspiradas en las babosas terrestres, pero se asemejan más a las marinas[cita requerida].
En Harry Potter y la Cámara Secreta (libro y película) Ron Weasley intenta hechizar a Draco Malfoy con el hechizo de “traga babosas” resultando Ron quien recibe el hechizo a causa de su varita rota y comienza a vomitar babosas[cita requerida].
En la serie de Anime Naruto, las Babosas (蛞蝓, Namekuji) son la marca de convocatoria de Tsunade y más adelante de Sakura Haruno. Llevando esta babosa el nombre de Katsuy. Además se ha visto a otros animales de este tipo en la serie como la Babosa de Seis Colas, su jinchuriki era Utakata.
Las habilidades de las Babosas en la serie giran en torno a la capacidad de lanzar ácido estomacal por la boca. La estructura de su cuerpo les permite proteger a sus compañeros al encapsularlo dentro de sí mismo. Sakura durante la Cuarta Guerra Mundial Shinobi invoca a Katsuyu.

## Grupos
De los seis órdenes de Pulmonata, dos, Onchidiacea y Soleolifera, solo comprenden babosas. Una tercera familia, Sigmurethra, contiene varios clados de caracoles, semi-babosas (es decir, caracoles cuyas conchas son demasiado pequeñas para que se retraigan completamente) y babosas. La taxonomía de este grupo está en proceso de revisión a la luz de la secuenciación del ADN. Parece que los pulmonados son parafiléticos y basales a los opistobranquios, que son una rama terminal del árbol. La familia Ellobiidae también es polifilética.
Algunas de los grupos de pulmonados compuestas exclusivamente por babosas terrestres son:
- Systellommatophora
  - Partuloidea
  - Arionoidea
  - Athoracophoridae
  - Limacoidea
  - Punctoidea
  - Milacidae

## Galería

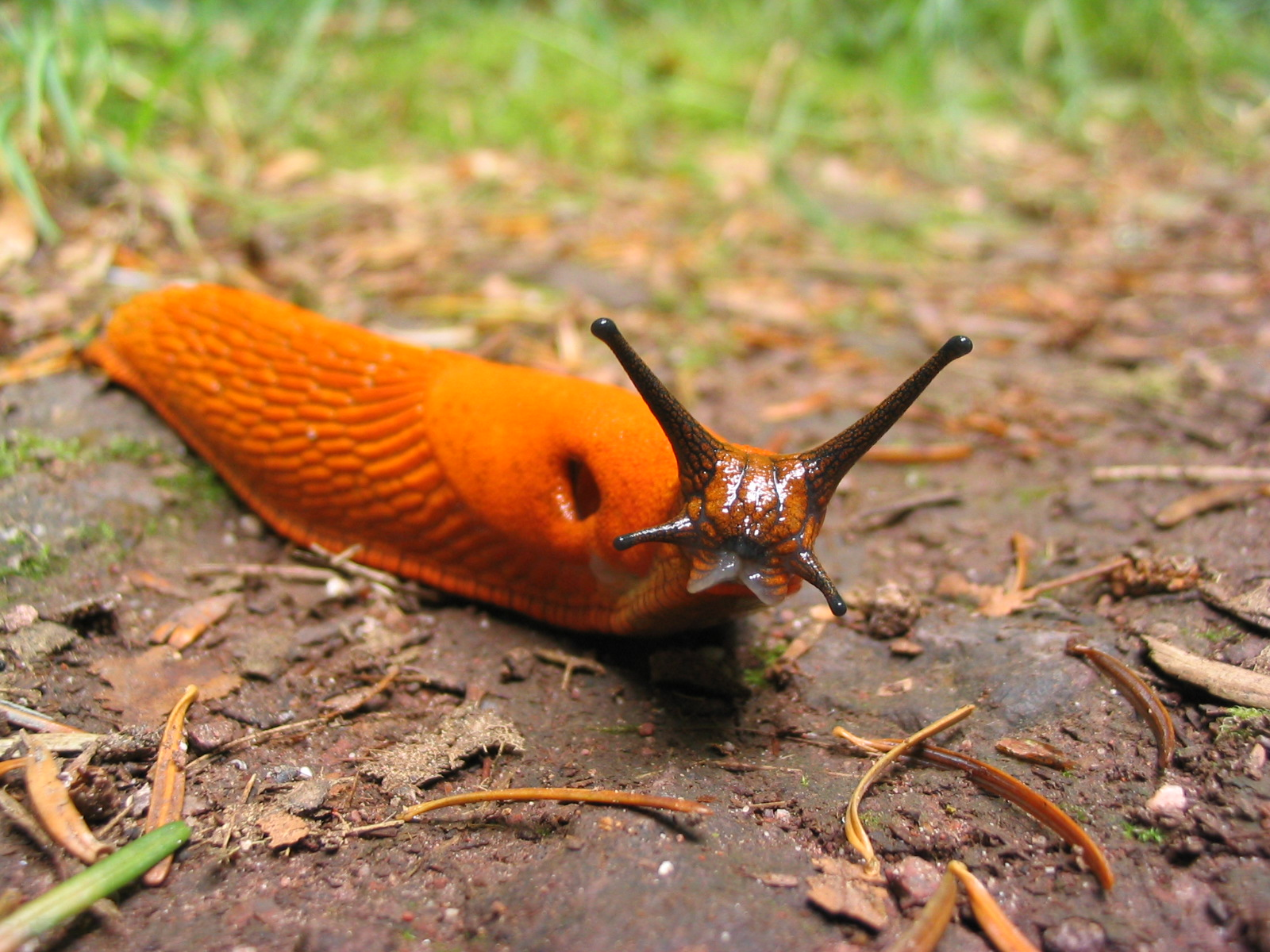
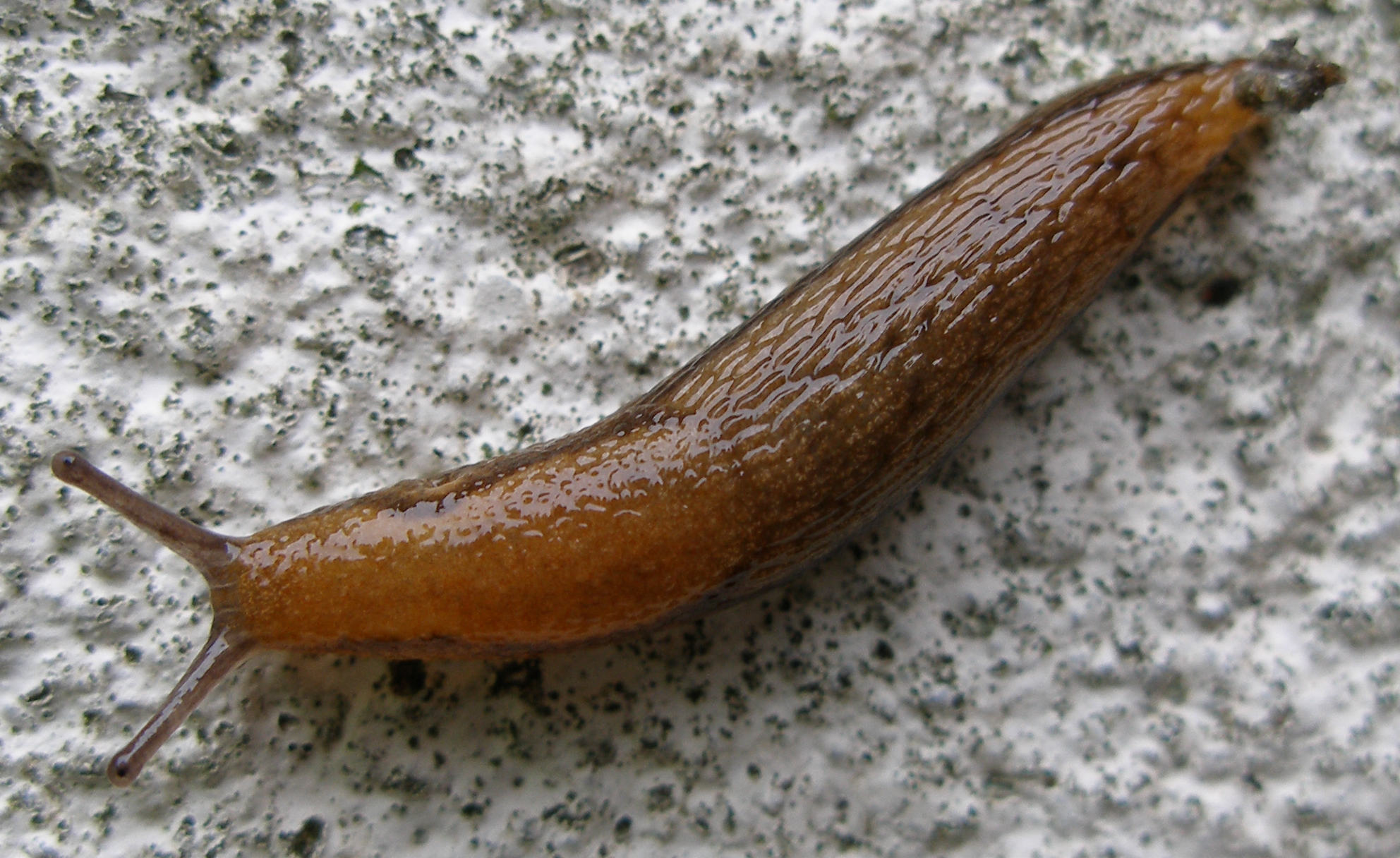
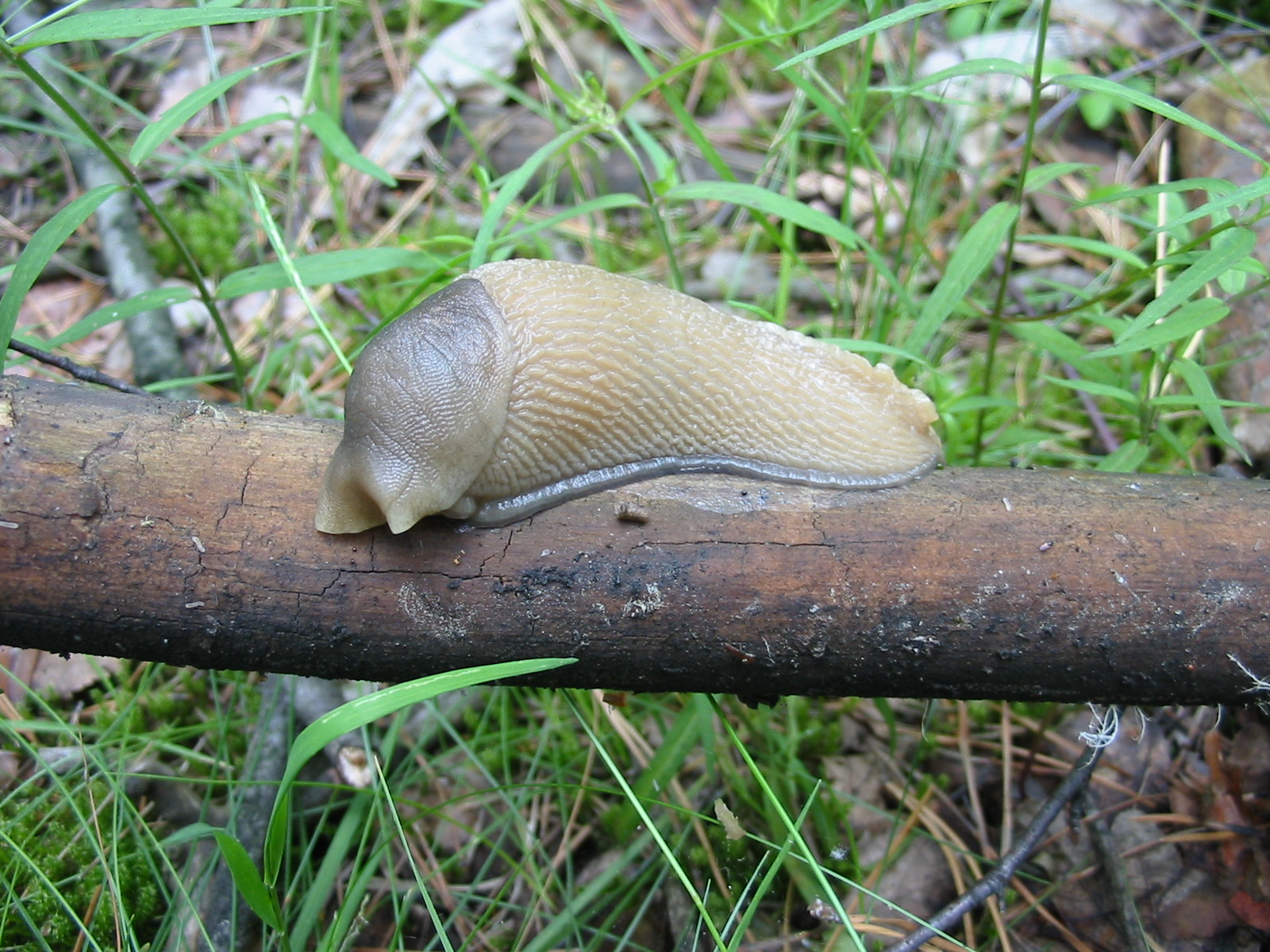
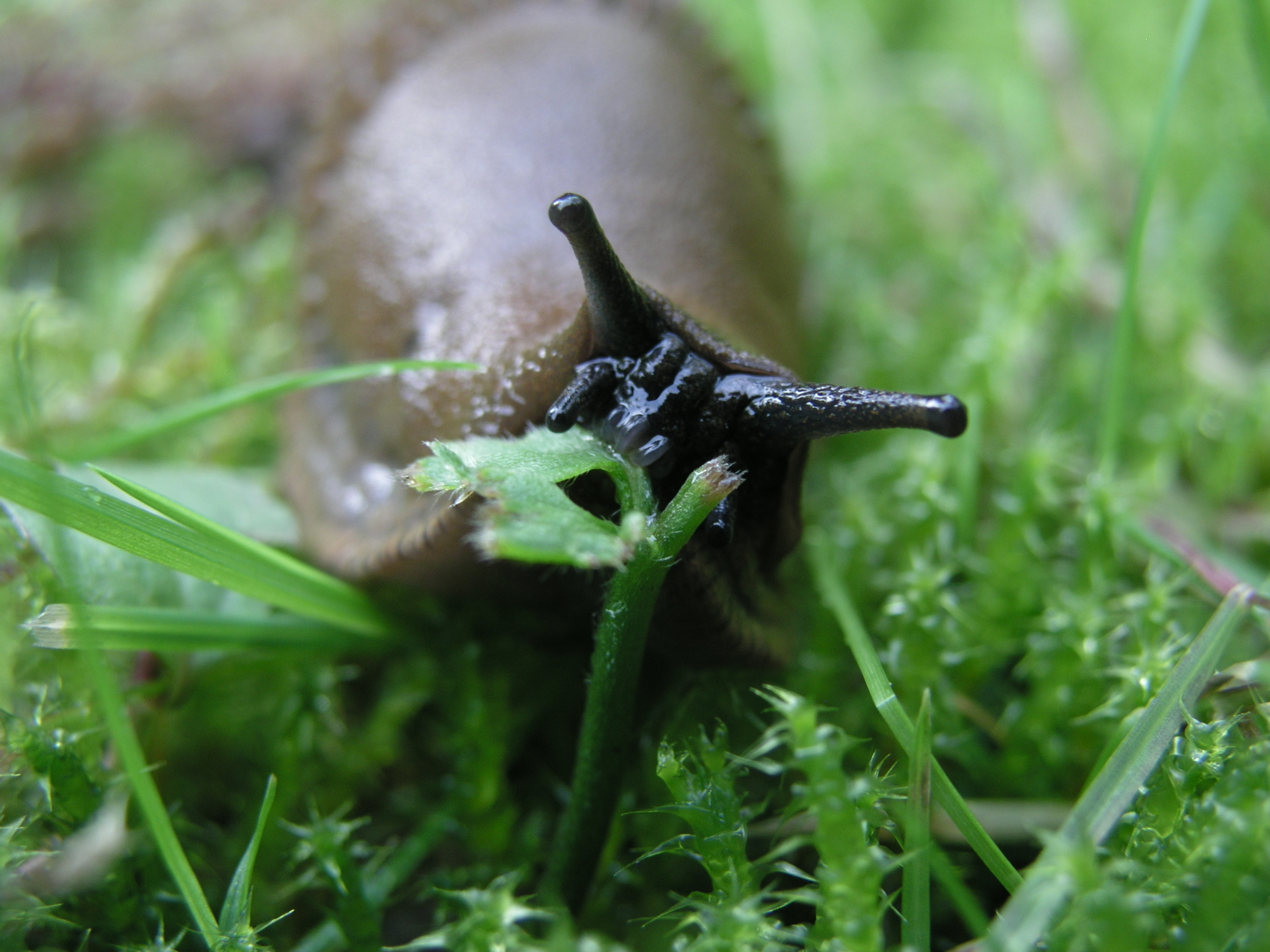
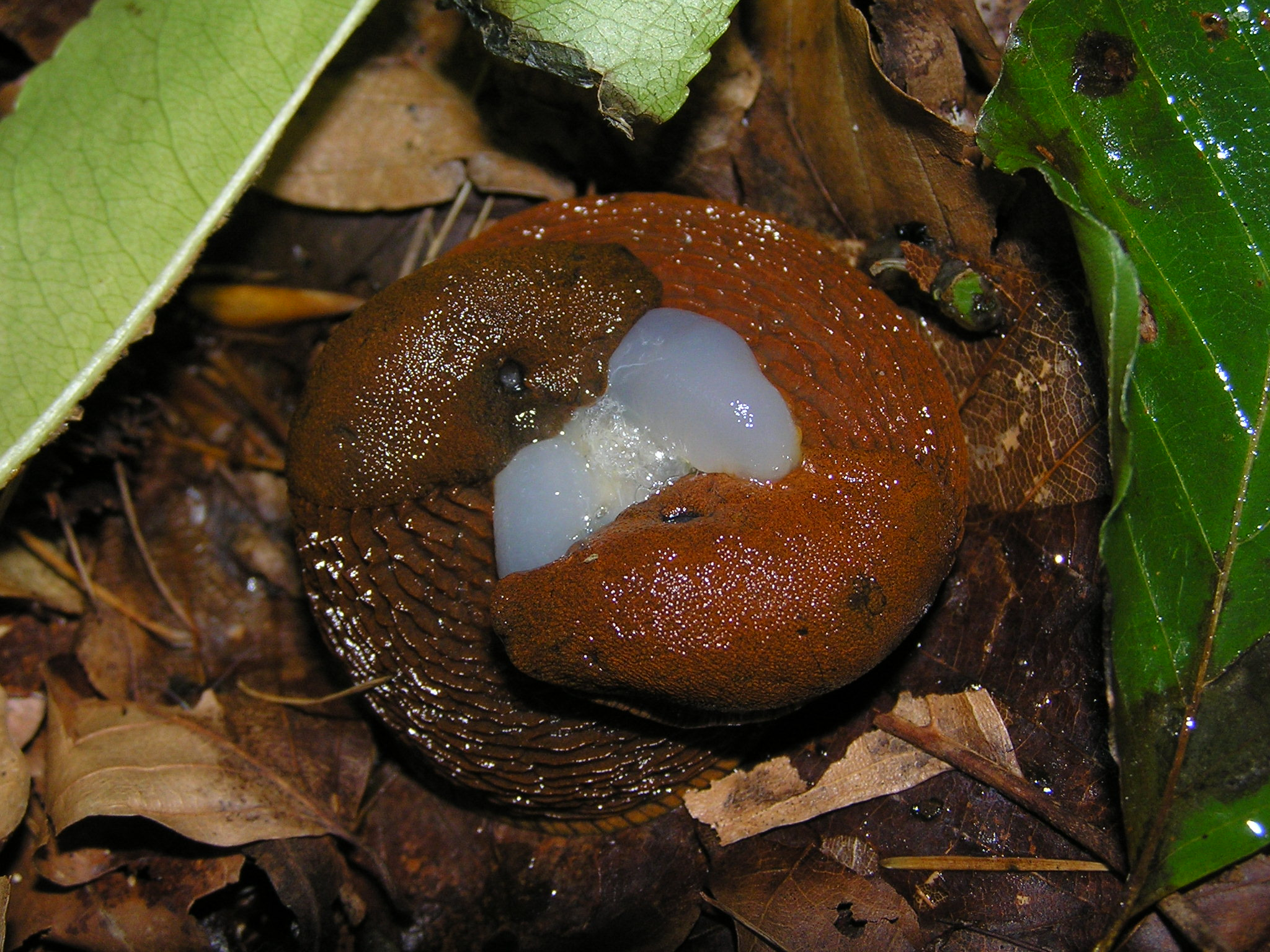
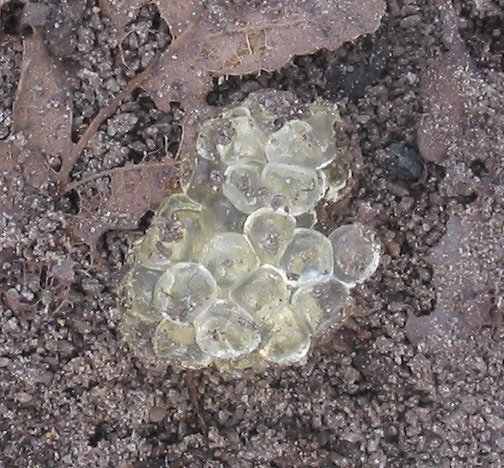
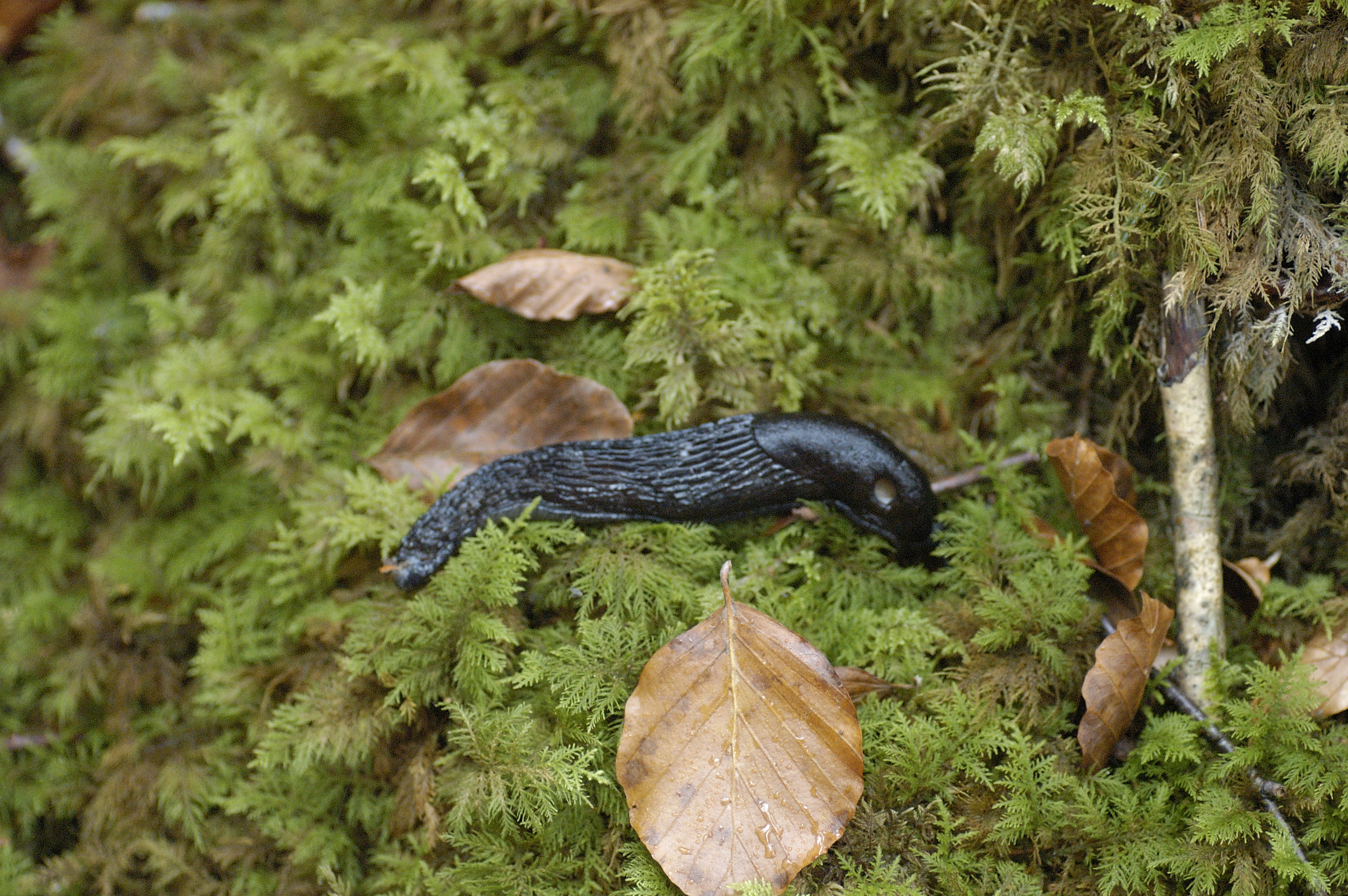
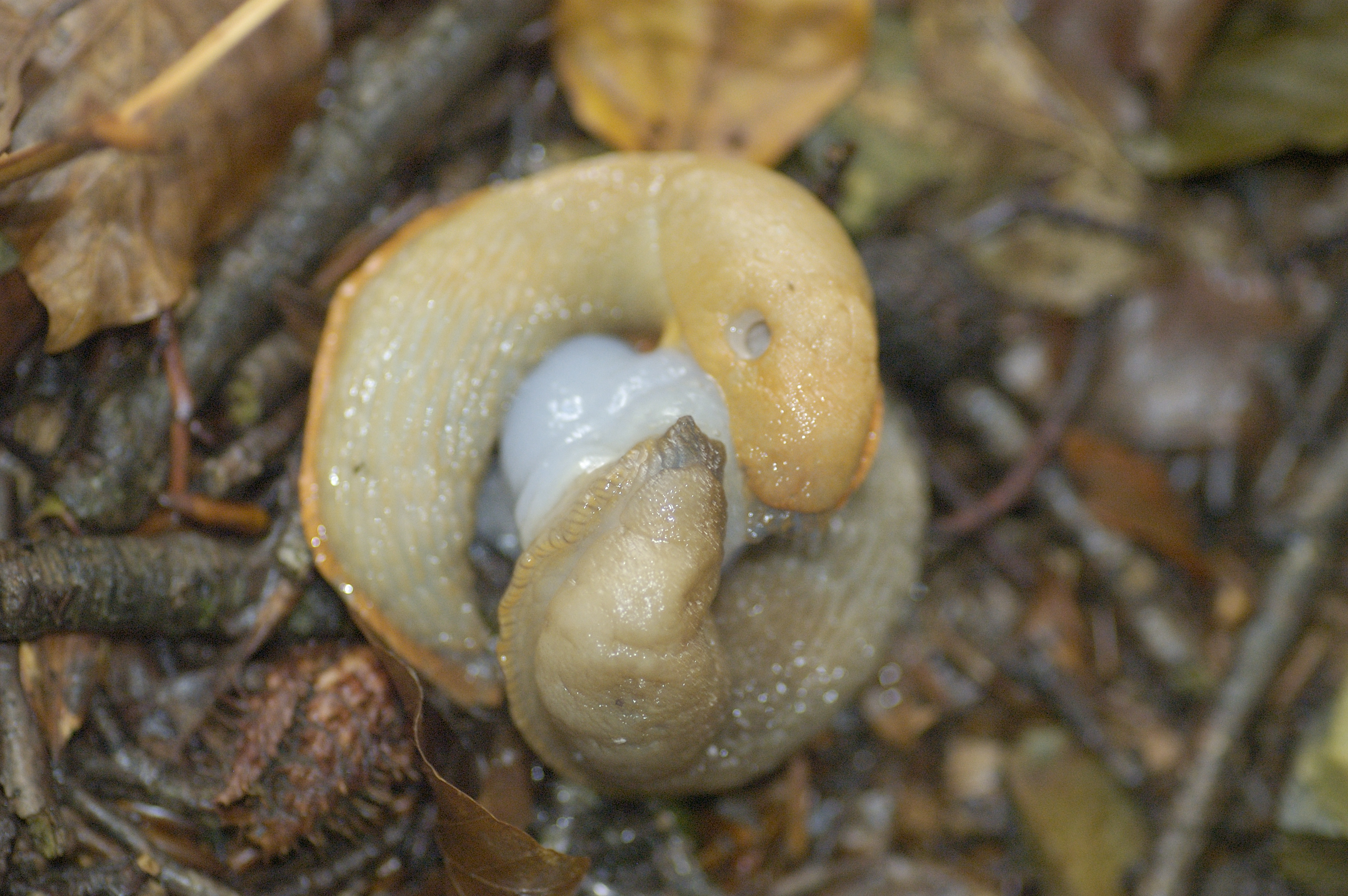
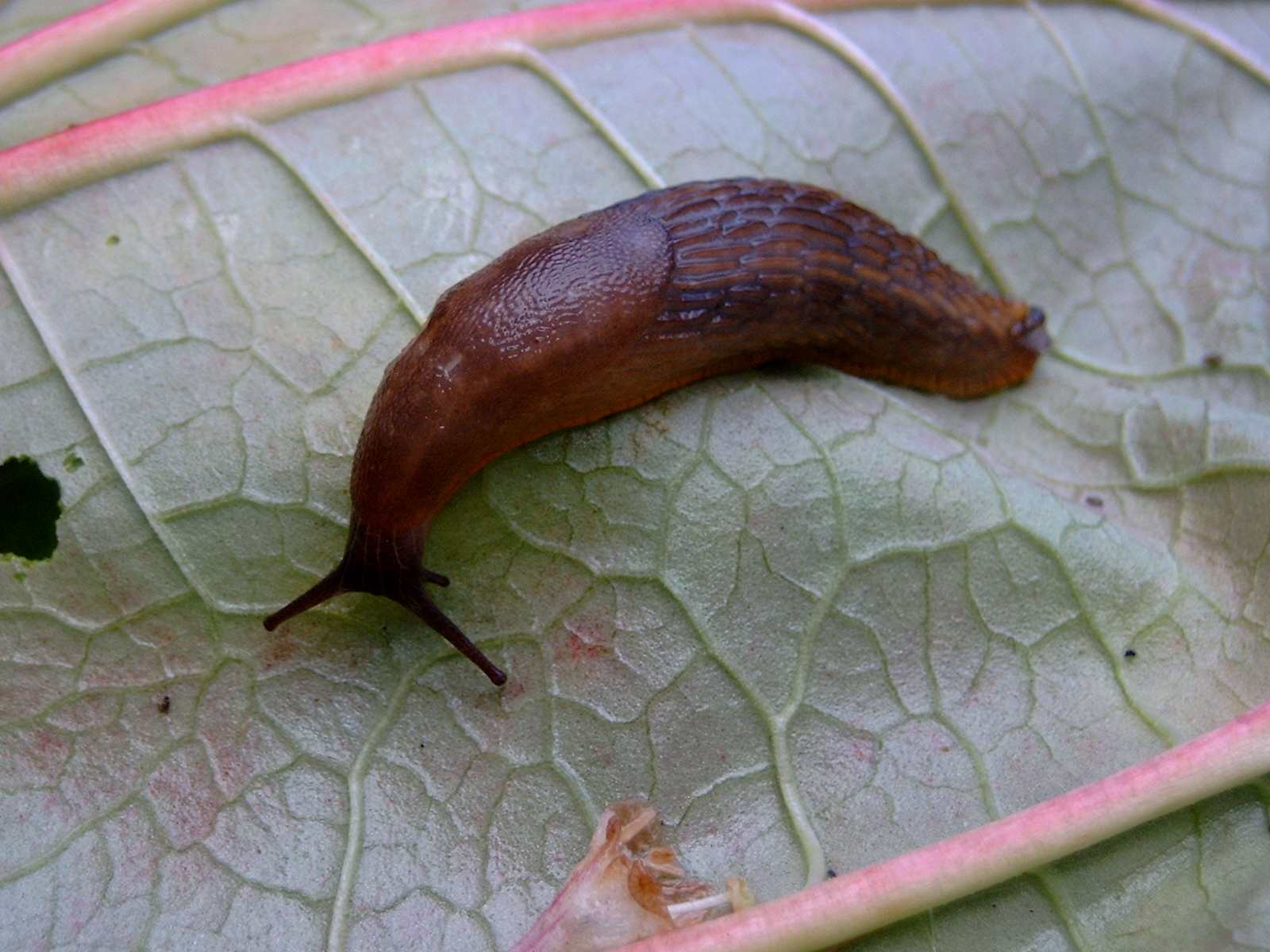
Arion rufus
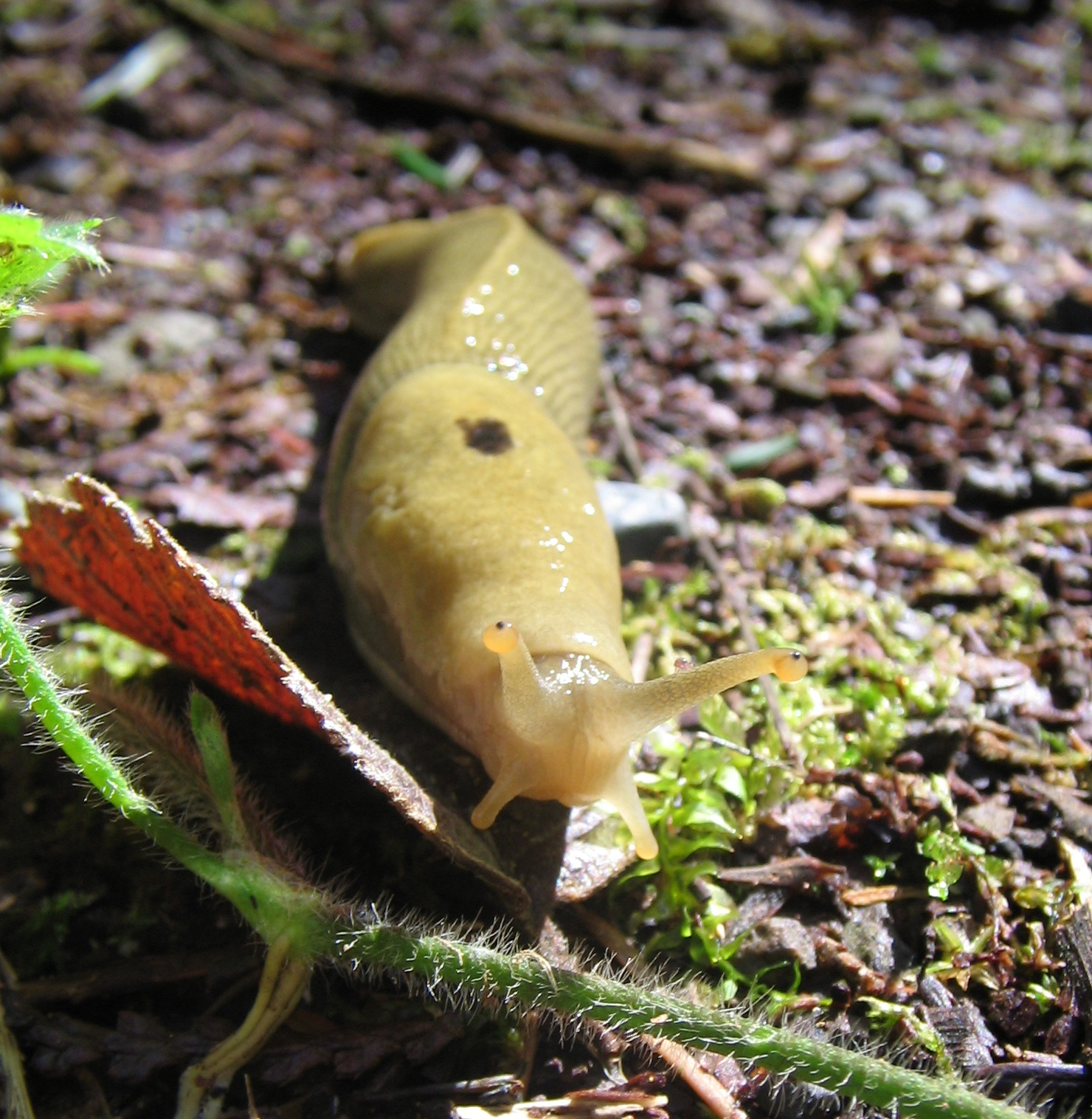
Ariolimax columbianus
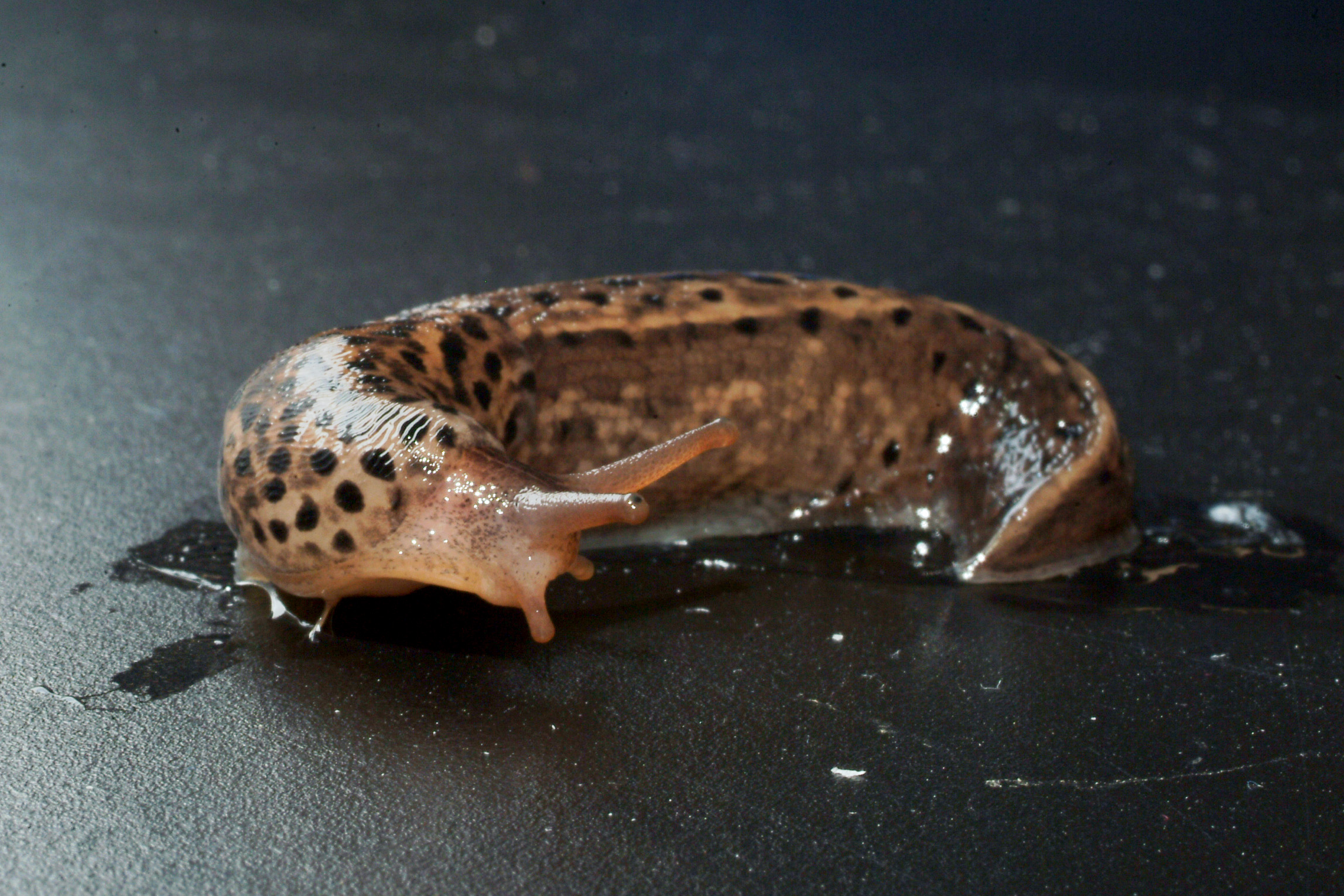
Limax maximus
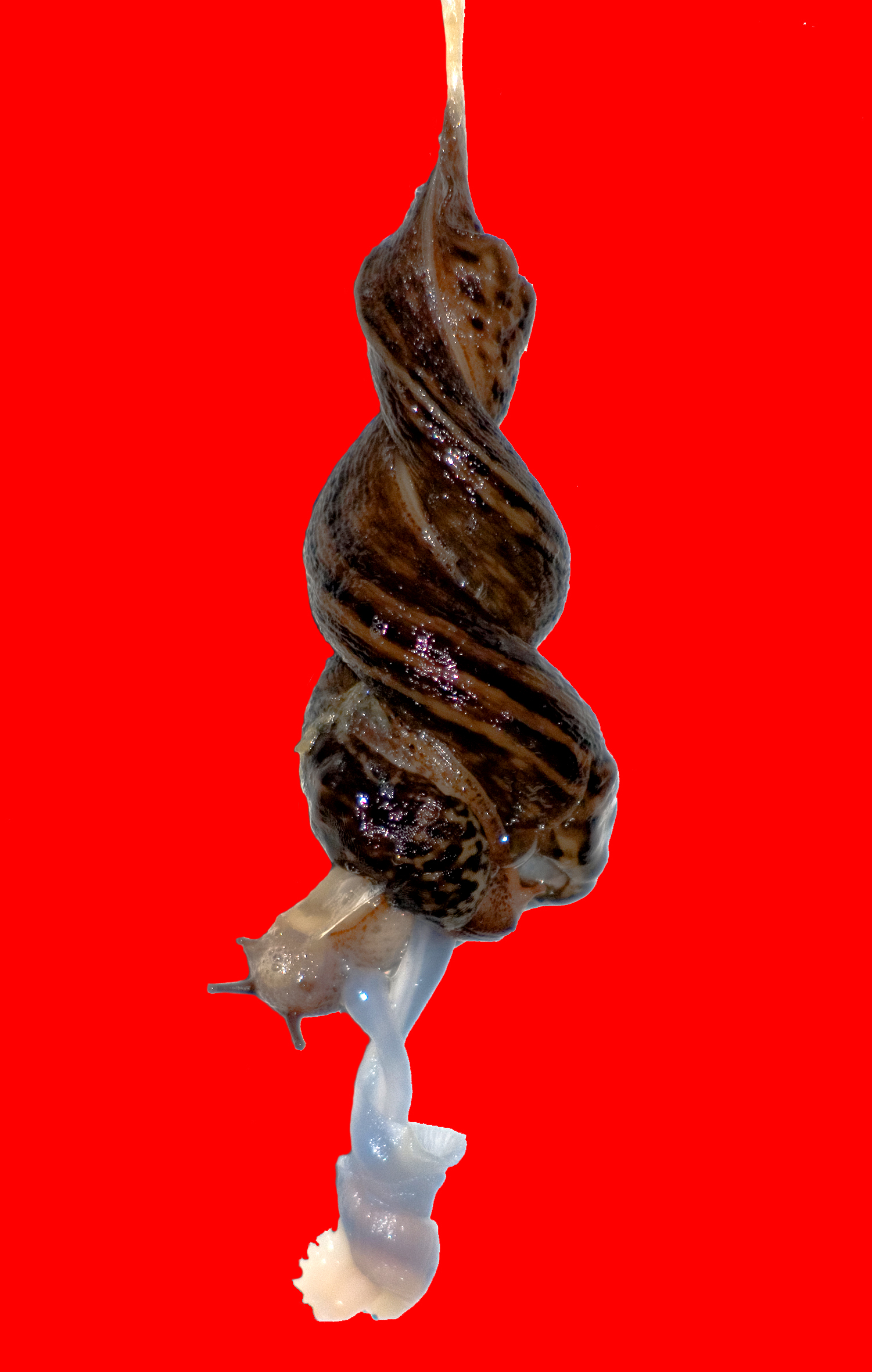
Dos grandes babosas grises apareándose
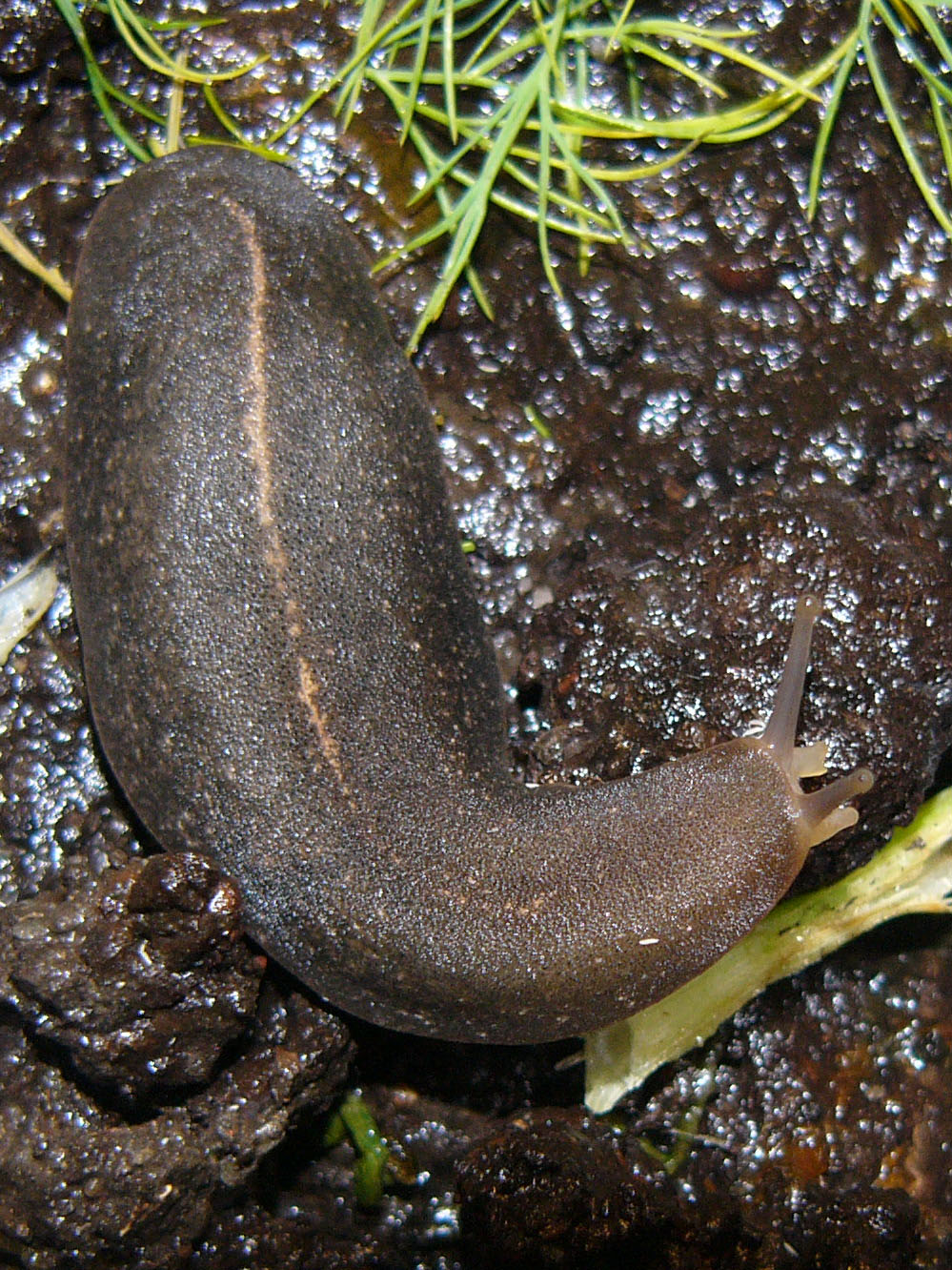
Laevicaulis alte
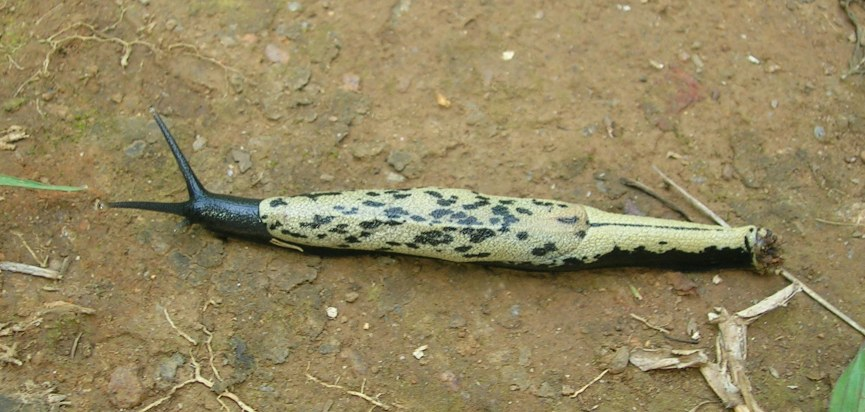
Una babosa de la India
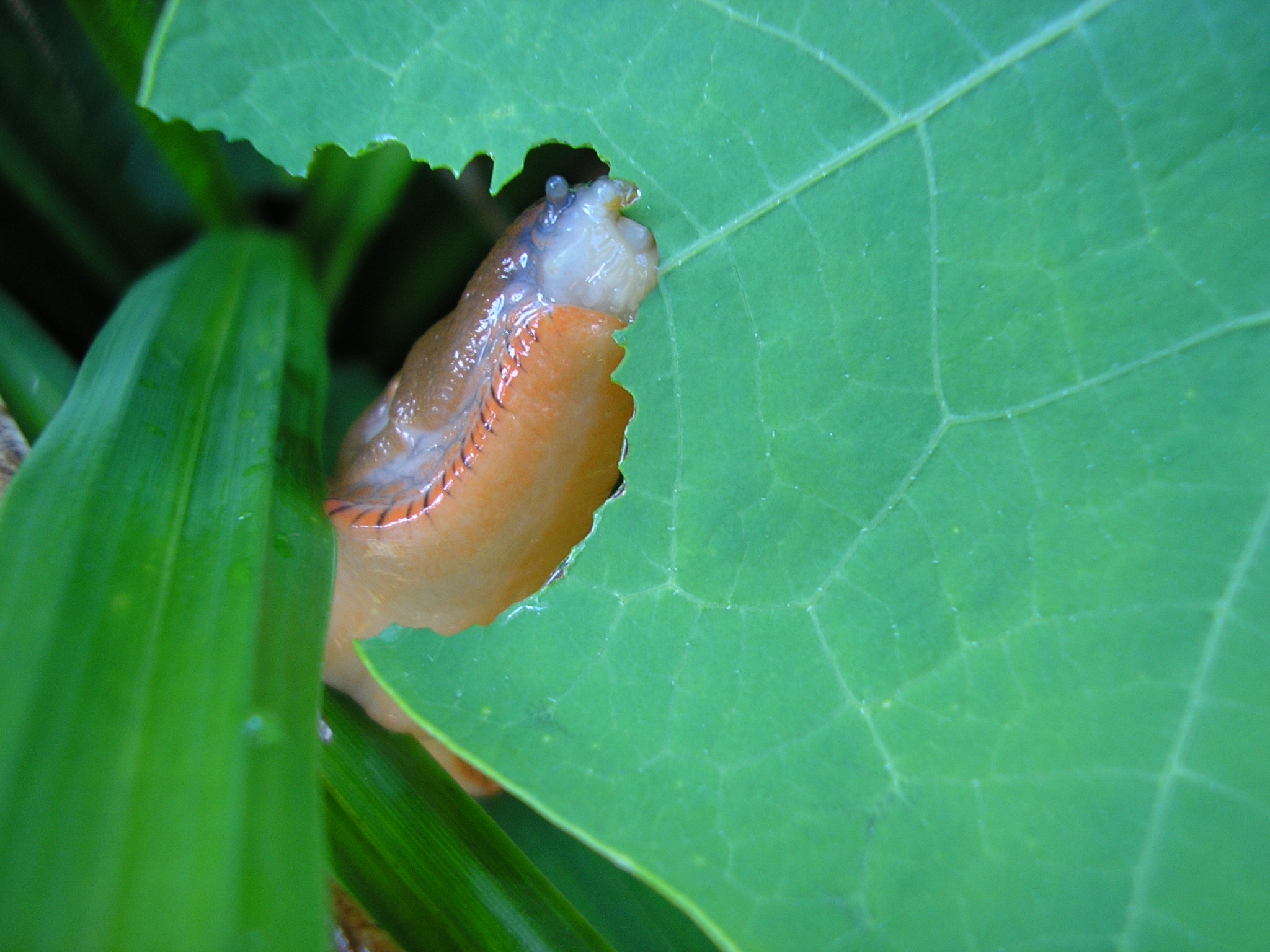
Alimentándose de una hoja
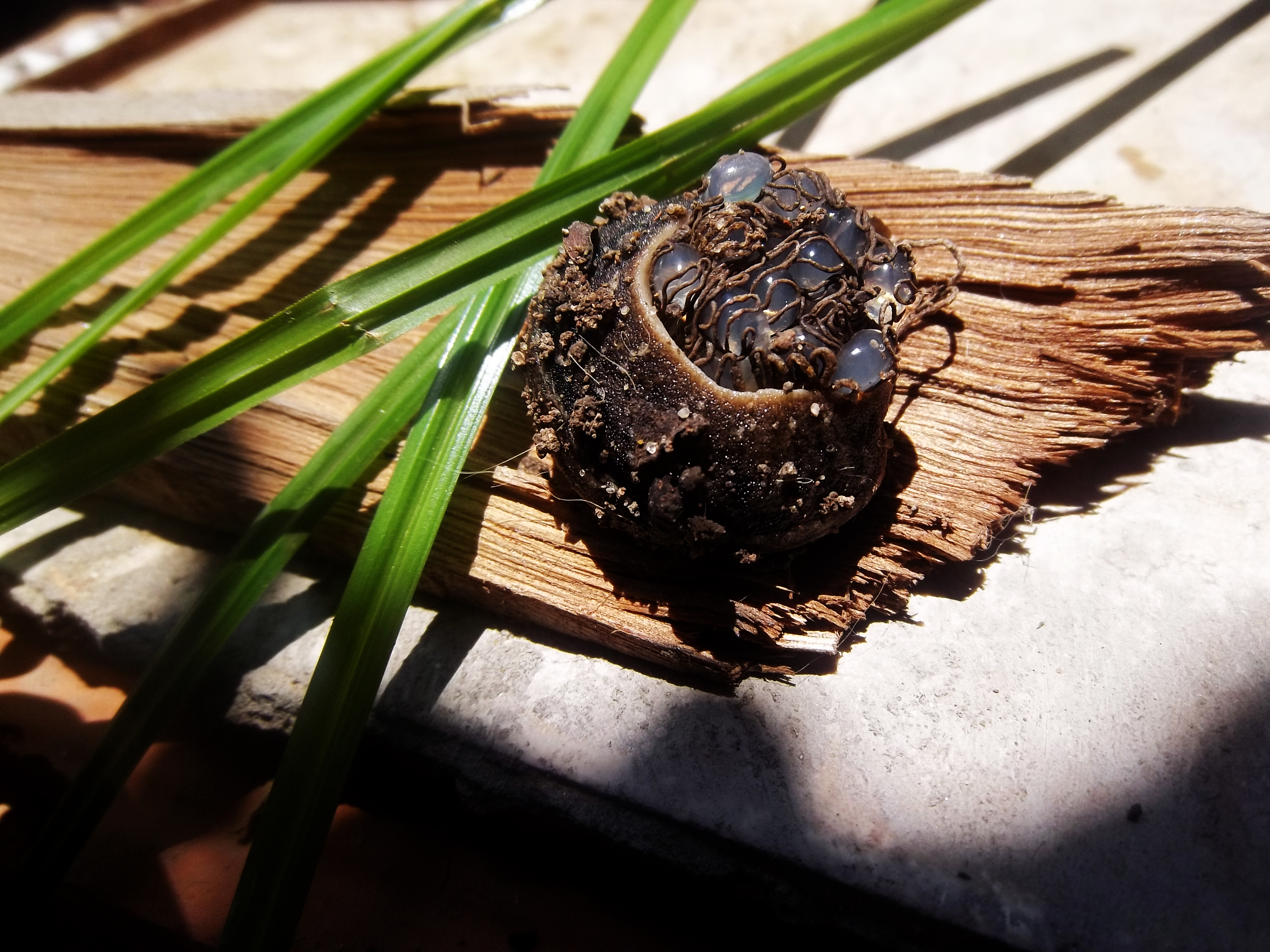
Babosa con sus huevos
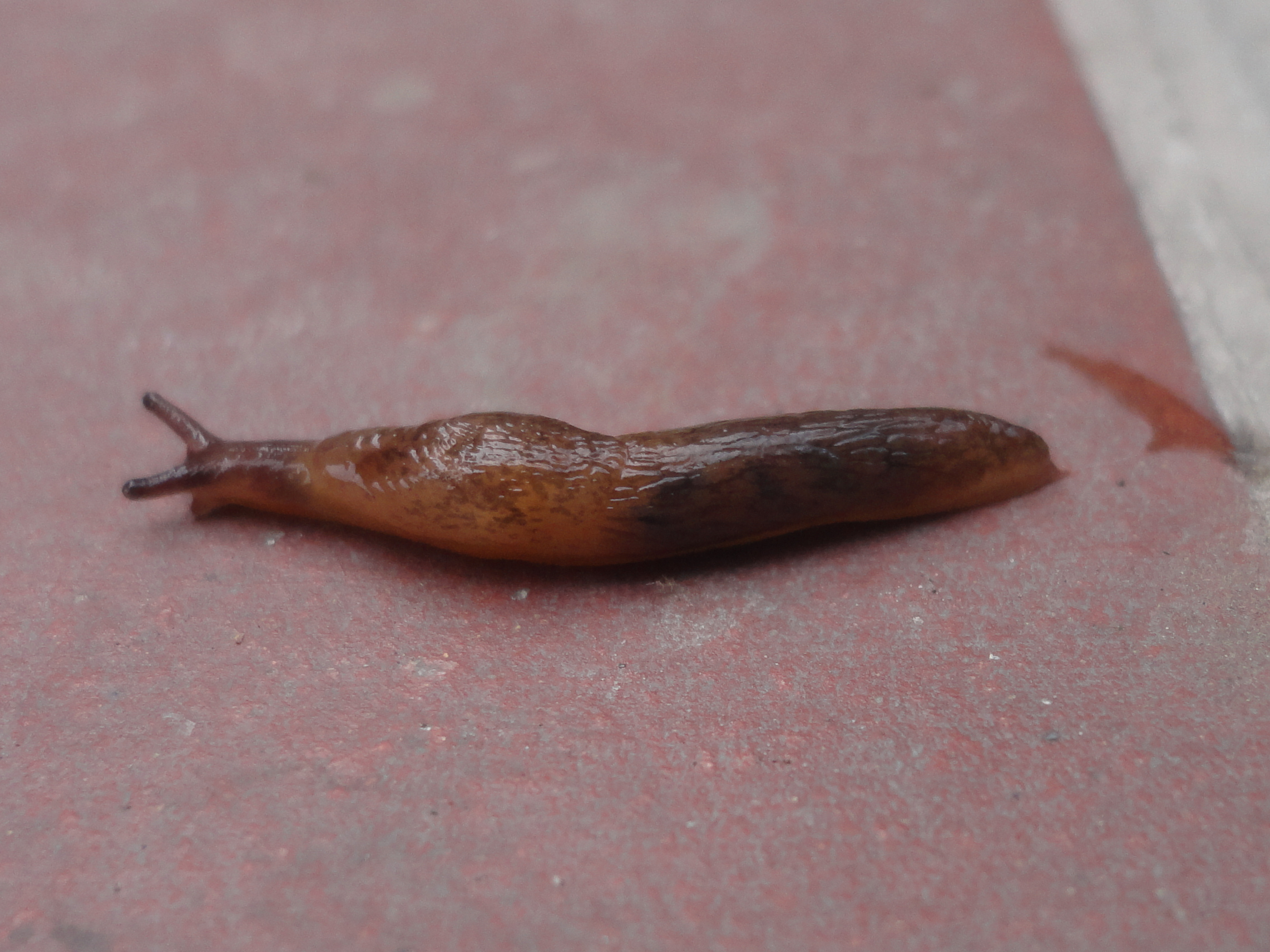
Babosa Terrestre